# Campeonato de Clubes de la CFU 2019
La Copa Caribeña de Clubes Concacaf 2019 fue la edición número 21 de este campeonato regional de clubes. En esta ocasión participaron cuatro equipos, los campeones y subcampeones de Haití y Jamaica, ya que a Cibao FC y el Atlético San Francisco de la República Dominicana no les permitió competir debido a que no registraron a tiempo su inscripción en el torneo. Pero además, tampoco lo hicieron los equipos de Trinidad y Tobago, ya que no ejecutaron lo contemplado en el Reglamento de Concesión de Licencia de Clubes. Por lo tanto, esta edición solo se disputó con los representantes de las mencionadas ligas de Haití y de Jamaica, resultando vencedor un equipo de este último país, el Portmore United, proporcionando al fútbol jamaiquino su cuarto título en este torneo.

## Equipos participantes
La siguiente lista corresponde a los equipos campeones y subcampeones de las 2 asociaciones miembros de la Unión Caribeña de Fútbol que poseen una liga profesional y cuyos equipos fueron registrados dentro del tiempo estipulado.
| País             | Equipo                     | Vía de clasificación                                                                                             |
| ---------------- | -------------------------- | --- |
| Haití 2 plazas   | AS Capoise Real Hope       | Campeón de la Serie de Apertura 2018 Campeón de la Serie de Clausura 2017                                        |
| Jamaica 2 plazas | Portmore United Waterhouse | Campeón de la Liga Premier Nacional de Jamaica 2017-18 Subcampeón de la Liga Premier Nacional de Jamaica 2017-18 |

## Fase de grupos
| Pos. | Equipo                   | PJ | PG | PE | PP | GF | GC | DG | Pts. | Clasificado a                             |
| ---- | ------------------------ | -- | -- | -- | -- | -- | -- | -- | ---- | ----------------------------------------- |
| 1    | Portmore United (H), (C) | 3  | 2  | 1  | 0  | 3  | 2  | 2  | 7    | Liga de Campeones de la Concacaf 2020     |
| 2    | Waterhouse (H)           | 3  | 1  | 2  | 0  | 5  | 3  | 2  | 5    | Octavos de final de la Liga Concacaf 2019 |
| 3    | Capoise                  | 3  | 1  | 1  | 1  | 5  | 5  | 0  | 4    | Ronda Preliminar de la Liga Concacaf 2019 |
| 4    | Real Hope                | 3  | 0  | 0  | 3  | 2  | 6  | -4 | 0    | Play-off de la Liga Concacaf 2019         |

Actualizado al 16 de mayo de 2019.
(H) Anfitrión
(C) Campeón
| 12 de mayo de 2019 | Portmore United | 1:0 (1:0) | Real Hope | Stadium East, Kingston |                        |
| 17:30              | East 3'         | Reporte   |           | Árbitro(s): Reon Radix | Árbitro(s): Reon Radix |

| 12 de mayo de 2019 | Waterhouse                 | 2:2 (2:0) | Capoise              | Stadium East, Kingston     |                            |
| 20:00              | Fletcher 23' · Simpson 28' | Reporte   | 56' Noël · 57' Moïse | Árbitro(s): Keylor Herrera | Árbitro(s): Keylor Herrera |

| 14 de mayo de 2019 | Real Hope | 0:2 (0:2) | Waterhouse                 | Stadium East, Kingston       |                              |
| 17:30              |           | Reporte   | 19' Simpson · 36' Williams | Árbitro(s): José Raúl Torres | Árbitro(s): José Raúl Torres |

| 14 de mayo de 2019 | Capoise | 0:1 (0:0) | Portmore United | Stadium East, Kingston        |                               |
| 20:00              |         | Reporte   | 73' East        | Árbitro(s): Randy Encarnación | Árbitro(s): Randy Encarnación |

| 16 de mayo de 2019 | Capoise                            | 3:2 (1:1) | Real Hope             | Stadium East, Kingston       |                              |
| 17:30              | Moïse 35', 55' · Pierre 55' (a.g.) | Reporte   | 1' Désir · 82' Joseph | Árbitro(s): José Raúl Torres | Árbitro(s): José Raúl Torres |

| 16 de mayo de 2019 | Portmore United | 1:1 (1:0) | Waterhouse   | Stadium East, Kingston     |                            |
| 20:00              | East 24' (pen.) | Reporte   | 52' Fletcher | Árbitro(s): Keylor Herrera | Árbitro(s): Keylor Herrera |

## Campeón
| Copa Caribeña de Clubes Concacaf 2019 |
| ------------------------------------- |
| Bandera de Jamaica                    |
| Portmore United 2º Título             |

## Goleadores
| Posición | Jugador          | Equipo          | Goles |
| -------- | ---------------- | --------------- | ----- |
| 1        | Jovan East       | Portmore United | 3     |
| 1        | Frantz Moïse     | Capoise         | 3     |
| 3        | Andre Fletcher   | Waterhouse      | 2     |
| 3        | Keithy Simpson   | Waterhouse      | 2     |
| 5        | Spencer Désir    | Real Hope       | 1     |
| 5        | Roody Joseph     | Real Hope       | 1     |
| 5        | Ivenet Noël      | Capoise         | 1     |
| 5        | Stephen Williams | Waterhouse      | 1     |